# Sparkasse an der Lippe
Die Sparkasse an der Lippe (Zweckverbandssparkasse der Städte Lünen, Selm und Werne) ist als Anstalt des öffentlichen Rechts eine Sparkasse in Nordrhein-Westfalen mit Sitz in Lünen. Sie entstand im Jahre 2016 durch den Zusammenschluss der 1853 gegründeten Sparkasse Lünen, welche ihrerseits 1975 mit Teilen der Sparkasse Lüdinghausen aus dem Geschäftsgebiet der Gemeinde Selm zur „Zweckverbandssparkasse der Städte Lünen und Selm“ wurde, mit der Stadtsparkasse Werne.

## Geschäftsgebiet und Träger
Das Geschäftsgebiet der Sparkasse an der Lippe umfasst die Städte Lünen, Selm und Werne im Kreis Unna. Träger der Sparkasse ist der Sparkassenzweckverband
der Städte Lünen, Selm und Werne, dem die drei Städte als Mitglieder angehören.
Der Name „Sparkasse an der Lippe“ wurde gewählt, da alle drei Städte ganz oder teilweise an der Lippe liegen.

## Geschäftszahlen
Die Sparkasse an der Lippe wies im Geschäftsjahr 2023 eine Bilanzsumme von 2,495 Mrd. Euro aus und verfügte über Kundeneinlagen von 1,765 Mrd. Euro. Gemäß der Sparkassenrangliste 2023 liegt sie nach Bilanzsumme auf Rang 198. Sie unterhält 17 Filialen/Selbstbedienungsstandorte und beschäftigt 325 Mitarbeiter.

## Sparkassen-Finanzgruppe
Die Sparkasse an der Lippe ist Teil der Sparkassen-Finanzgruppe und gehört damit auch ihrem Haftungsverbund an. Er sichert den Bestand der Institute und sorgt dafür, dass sie auch im Fall der Insolvenz einzelner Sparkassen alle Verbindlichkeiten erfüllen können. Die Sparkasse vermittelt Bausparverträge der regionalen Landesbausparkasse, offene Investmentfonds der Deka und Versicherungen der Provinzial NordWest. Im Bereich des Leasing arbeitet die Sparkasse an der Lippe mit der  Deutschen Leasing zusammen. Die Funktion der Sparkassenzentralbank nimmt die Landesbank Hessen-Thüringen wahr.

## Klage gegen Fusion
Am 1. Januar 2016 fusionierte die Sparkasse Lünen mit der Stadtsparkasse Werne zur Sparkasse an der Lippe. Gegen den Ratsbeschluss des Rates der Stadt Lünen hat am 23. Dezember 2015 das Lüner Ratsmitglied und der Chef der Wählergemeinschaft Gemeinsam für Lünen (GfL), Johannes Hofnagel, beim Verwaltungsgericht Gelsenkirchen Klage eingereicht. Im Juli 2018 hat das Verwaltungsgericht diese als „unzulässig“ abgewiesen.